# Toyota TF108
A Toyota TF108 egy Formula–1-es versenyautó, amelyet a Toyota F1 tervezett és versenyeztetett a 2008-as Formula–1 világbajnokság során. Pilótái Jarno Trulli és Timo Glock voltak, a tesztpilóta pedig Kobajasi Kamui.

## Áttekintés
2008. január 10-én mutatták be az autót a csapat kölni gyárában. A korábbi modellekhez képest szélesebb lett a tengelytáv a stabilitás érdekében, és aerodinamikai szempontból is történtek átalakítások. Nem az előző évi TF107-es, hanem sokkal inkább a 2006-os TF106-os volt a kiindulópont. A szabályok megváltozása miatt az autó magasabban fekvő fejtámaszt kapott és beépítésre került a csapatok által kötelezően használandó, a McLaren által gyártott ECU egység, mely megakadályozta a vezetési segédletek használatát.
Akárcsak a McLaren MP4-22, a TF108 orra felett is egy hídszerű szárnyelem ívelt át, emellett a visszapillantó tükröket is kitették oldalra. Cél volt az első felfüggesztés körül a tiszta légáramlás elérése, hogy kihasználják a zero keel kialakítás minden előnyét.
A francia nagydíjon az orrkúp körül egy fekete csíkot helyeztek el, így tisztelegtek a korábbi csapatfőnök, Ove Andersson halála előtt. A brit nagydíjon "A sötét lovag" című filmet népszerűsítő festést alkalmaztak.

## A szezon
Az első jerezi tesztnapon Timo Glock futotta a leggyorsabb időt, a másik autót vezető Kobajasi pedig hetedik lett. Februárban a Ferrarival együtt teszteltek Bahreinben is kétszer három napot. A következő, barcelonai teszthéten új aerodinamikai elemeket vetettek be, aminek köszönhetően az utolsó napon Jarno Trulli állt az eredménylista élére. A csapat bizakodva vághatott neki az új idénynek.
Valóban jobb eredményeket is értek el. Trulli a versenyek többségén pontot szerzett, legjobb eredménye a francia nagydíjon elért harmadik helyezés volt. Glocknak ez már kevesebbszer sikerült, viszont a magyar nagydíjon második lett. Habár csak konstruktőri ötödikek lettek az idény végén, több pontot szereztek, mint az előző két évben együttvéve.

## Teljes Formula–1-es eredmény
(Táblázat értelmezése)

(Félkövér: pole-pozícióból indult; dőlt: leggyorsabb kört futott) 

| Év   | Csapat                  | Motor         | Gumik | Pilóták | 1   | 2   | 3   | 4   | 5   | 6   | 7   | 8   | 9   | 10  | 11  | 12  | 13  | 14  | 15  | 16  | 17  | 18  | Pontok | Helyezés |
| ---- | ----------------------- | ------------- | ----- | ------- | --- | --- | --- | --- | --- | --- | --- | --- | --- | --- | --- | --- | --- | --- | --- | --- | --- | --- | ------ | -------- |
| 2008 | Panasonic Toyota Racing | Toyota RVX-08 | B     |         | AUS | MAL | BHR | ESP | TUR | MON | CAN | FRA | GBR | GER | HUN | EUR | BEL | ITA | SIN | JPN | CHN | BRA | 56     | 5.       |
| 2008 | Panasonic Toyota Racing | Toyota RVX-08 | B     | Trulli  | KI  | 4   | 6   | 8   | 10  | 13  | 6   | 3   | 7   | 9   | 7   | 5   | 16  | 13  | KI  | 5   | KI  | 8   | 56     | 5.       |
| 2008 | Panasonic Toyota Racing | Toyota RVX-08 | B     | Glock   | KI  | KI  | 9   | 11  | 13  | 12  | 4   | 11  | 12  | KI  | 2   | 7   | 9   | 11  | 4   | KI  | 7   | 6   | 56     | 5.       |

## Forráshivatkozások
1. ↑  F1 - The Official Home of Formula 1® Racing (angol nyelven). www.formula1.com. (Hozzáférés: 2024. augusztus 8.)
2. ↑  A brand new bridge wing for Toyota (brit angol nyelven). www.f1technical.net, 2008. január 12. (Hozzáférés: 2024. augusztus 8.)
3. ↑  TF108 follows trend to move mirrors outboard (brit angol nyelven). www.f1technical.net, 2008. január 12. (Hozzáférés: 2024. augusztus 8.)
4. ↑  Toyota focus on aerodynamics in suspension (brit angol nyelven). www.f1technical.net, 2008. január 12. (Hozzáférés: 2024. augusztus 8.)
5. ↑  Trulli fastest on final day of pre-season testing (brit angol nyelven). www.f1technical.net, 2008. február 27. (Hozzáférés: 2024. augusztus 8.)